# (9114) Hatakeyama
(9114) Hatakeyama – planetoida z pasa głównego asteroid okrążająca Słońce w ciągu 3 lat i 208 dni w średniej odległości 2,34 j.a. Została odkryta 12 lutego 1997 roku w obserwatorium w Ōizumi przez Takao Kobayashiego. Nazwa planetoidy pochodzi od Hideo Hatakeyamy (ur. 1955), japońskiego astronoma amatora. Przed nadaniem nazwy planetoida nosiła oznaczenie tymczasowe (9114) 1997 CU19.